# Hanko
Hanko (in svedese Hangö) è una città finlandese di 7832 abitanti, situato nella regione dell'Uusimaa. È il comune più meridionale del paese.
Situata nell'omonima penisola, oggi Hanko viene visitata annualmente da più di 200.000 turisti, per le sue spiagge, il suo porto turistico, le sue ammirabili ville d'epoca, le sue chiese e pure per lo scenografico faro, il più alto della Scandinavia. Alcune tra le sontuose ville (tutte con un nome di donna) sono delle esclusive guest house.

## Storia
Hanko non vanta una lunga storia; nasce nel 1874 come luogo di vacanza dell'élite russa, che qui creò le terme. Dal suo porto a inizio '900 salparono centinaia di migliaia di emigranti per l'America.
Già prima che Hanko venisse fondata, la penisola sulla quale sorge era un importante ancoraggio. Hanko è anche stata uno dei principali luoghi del paese da cui partivano gli emigranti: tra il 1881 ed il 1931 circa 500.000 finlandesi si imbarcarono qui alla volta degli Stati Uniti e del Canada.
Con la fine della Guerra d'inverno e la firma del Trattato di Mosca (1940), stipulato fra Unione Sovietica e Finlandia, quest'ultima fu costretta a concedere in affitto ai russi la penisola per trent'anni come base militare. Il porto di Hanko si trova infatti in posizione strategica all'imbocco del Golfo di Finlandia, in fondo al quale si affaccia la città di San Pietroburgo, allora Leningrado.

## Società

### Lingue e dialetti
Le lingue ufficiali di Hanko sono il finlandese e lo svedese, e 4,1% parlano altre lingue.
| %     | Ripartizione linguistica (gruppi principali) |
| ----- | -------------------------------------------- |
| 42,9% | madrelingua svedese                          |
| 53,0% | madrelingua finlandese                       |

## Amministrazione

### Gemellaggi
- Halmstad[4]